# Island i Eurovision Song Contest 2016

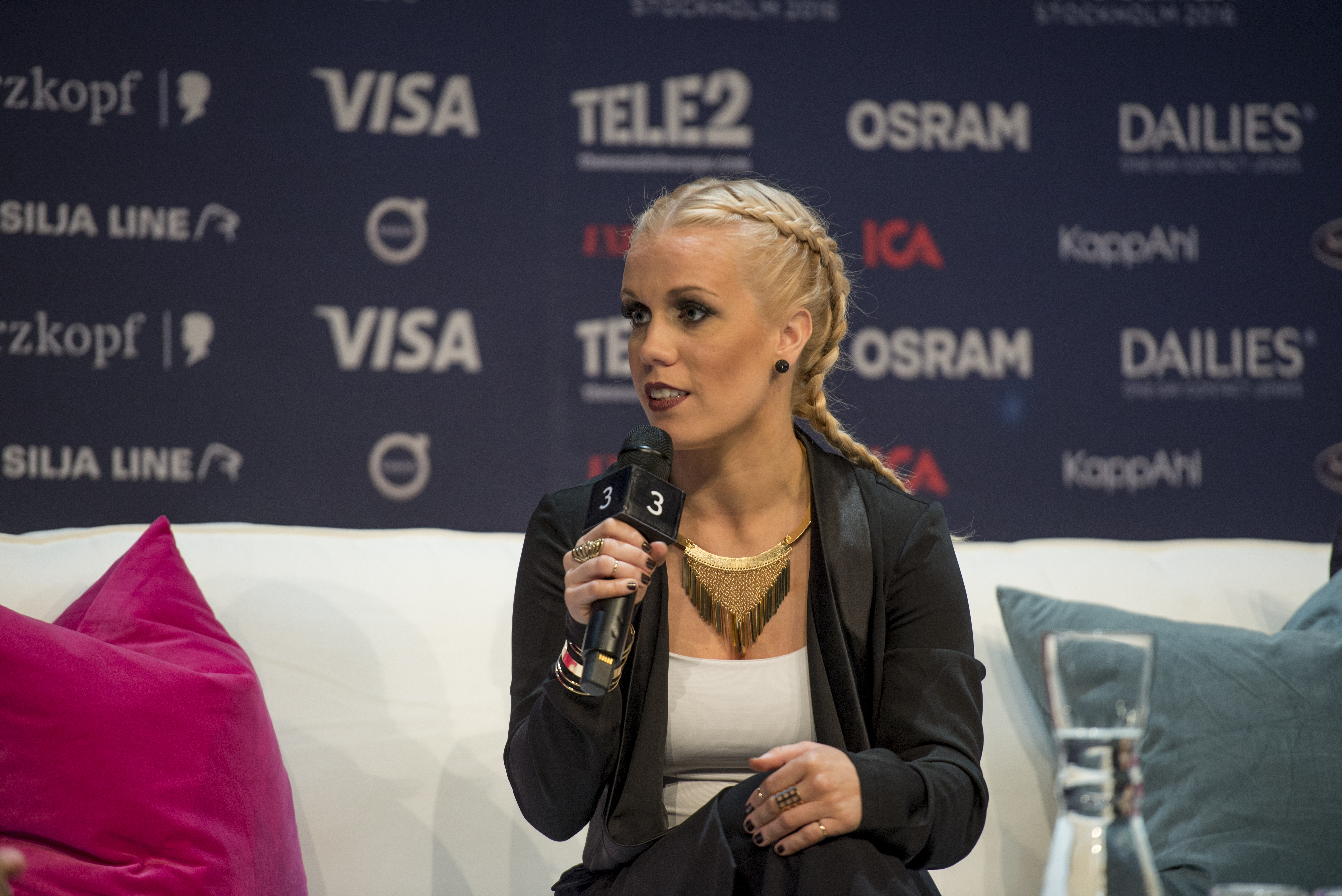
Greta Salóme på en Meet & Greet-träff under Eurovision Song Contest 2016 i Stockholm

Island deltog i Eurovision Song Contest 2016 i Stockholm, Sverige. Deras bidrag valdes genom den nationella finalen Söngvakeppnin 2016, organiserad av det isländska TV-bolaget Ríkisútvarpið (RUV). Greta Salomé med låten "Hear Them Calling" representerade Island.

## Bakgrund
Island bekräftade sitt deltagande 13 juli 2015.

## Format
Tolv låtar tävlade i Söngvakeppnin 2016 där vinnaren fastställdes efter två semifinaler och en final. Sex låtar tävlade i varje semifinal den 6 och den 13 februari 2016. Tre låtar valdes från varje semifinal, två genom den offentliga telefonröstningen och en av jury, och tävlade sedan i finalen som ägde rum den 20 februari 2016. Det vinnande bidraget i finalen avgördes genom två rundor av röstning: först väljs de två bästa bidragen ut via 50/50 offentlig telefonröstning och juryröster och av de två valdes vinnaren genom 100 % telefonröstning. Alla låtar måste framföras på isländska under semifinalen. I finalen måste låten utföras på det språk som artisterna har för avsikt att sjunga på under ESC 2016 i Stockholm.

## Semifinal 1
Ägde rum 6 februari 2016. Bidragen med gul bakgrund gick vidare till final.
|   | Artist                                      | Sång                |
| - | ------------------------------------------- | ------------------- |
| 1 | Greta Salóme Stefánsdóttir                  | "Raddirnar"         |
| 2 | Erna Hrönn Ólafsdóttir & Hjörtur Traustason | "Hugur minn er"     |
| 3 | Ingólfur Þórarinsson                        | "Fátækur námsmaður" |
| 4 | EVA                                         | "Ég sé þig"         |
| 5 | Karlotta Sigurðardóttir                     | "Óstöðvandi"        |
| 6 | Sigga Eyrún                                 | "Kreisí"            |

## Semifinal 2
Bidragen med guld-bakgrund tog sig vidare.
|   | Artist                                                    | Sång                  |
| - | --------------------------------------------------------- | --------------------- |
| 1 | Þórdís Birna Borgarsdóttir & Guðmundur Snorri Sigurðarson | "Spring yfir heiminn" |
| 2 | Erna Mist & Magnús Thorlacius                             | "Ótöluð orð"          |
| 3 | Helgi Valur Ásgeirsson                                    | "Óvær"                |
| 4 | Elísabet Ormslev                                          | "Á ný"                |
| 5 | Pálmi Gunnarsson                                          | "Ég leiði þig heim"   |
| 6 | Alda Dís Arnardóttir                                      | "Augnablik"           |

## Finalen
Finalen bestod av 2 omgångar, en där alla bidrag framfördes och telefonröster i antal från de olika regionerna presenterades, de två bidrag som fått flest telefonröster efter första omgången gick vidare till andra omgången. Bidragen med guldbakgrund gick vidare till andra omgången. 
|   | Artist                                                    | Sång                  | Poäng (Telefon) | Poäng (Jury) | Total  | Placering |
| - | --------------------------------------------------------- | --------------------- | --------------- | ------------ | ------ | --------- |
| 1 | Greta Salóme Stefánsdóttir                                | "Hear Them Calling"   | 11 769          | 9 100        | 20 869 | 2         |
| 2 | Erna Hrönn Ólafsdóttir & Hjörtur Traustason               | "I Promised You Then" | 8 218           | 8 255        | 16 473 | 4         |
| 3 | Karlotta Sigurðardóttir                                   | "Eye of the Storm"    | 10 820          | 8 710        | 19 530 | 3         |
| 4 | Þórdís Birna Borgarsdóttir & Guðmundur Snorri Sigurðarson | "Ready to Break Free" | 8 211           | 8 255        | 16 466 | 5         |
| 5 | Elísabet Ormslev                                          | "Á ný"                | 5 296           | 10 790       | 16 086 | 6         |
| 6 | Alda Dís Arnardóttir                                      | "Now"                 | 11 847          | 11 050       | 22 897 | 1         |

### Superfinal
| Artist                     | Sång                | Plats |
| -------------------------- | ------------------- | ----- |
| Greta Salóme Stefánsdóttir | "Hear Them Calling" | 1     |
| Alda Dís Arnardóttir       | "Now"               | 2     |

## Under Eurovision
Landet deltog i SF1 där man inte lyckades nå finalen.